# روبرت جيمس هارلان
كان روبرت جيمس هارلان (12 ديسمبر 1816 – 21 سبتمبر 1897) ناشطًا في مجال الحقوق المدنية وسياسيًا في سينسيناتي، أوهايو بين سبعينيات وتسعينيات القرن التاسع عشر. وُلد عبدًا لكن سُمح له بحرية الحركة والتوظيف في مزرعة السياسي الكنتاكيّ جيمس هارلان، الذي ربّاه وربما كان أباه أو أخاه غير الشقيق. اهتمّ بسباق الخيل في صباه وانتقل إلى كاليفورنيا في أثناء حمى ذهب كاليفورنيا حيث كان ناجحًا. انتقل في عام 1859 إلى إنجلترا ليستورد خيول سباق من أمريكا ويسابقها في إنجلترا. عاد إلى الولايات المتحدة في عام 1869 في عصر إعادة الإعمار. جمعته صداقة بيوليسيس إس. غرانت وانخرط في السياسة الجمهورية. لبقية حياته، ظل مشتغلًا بالحقوق المدنية والحركات السياسية خاصة الإفريقيين الأمريكيين في المدينة والولاية والبلاد. في عام 1870، صار كولونيلًا لفوج ميليشيا أوهايو الثاني، وهو فوج ميليشيا من السود تابع للولاية في سينسيناتي. في عام 1886، صار عضوًا في مجلس نواب أوهايو.

## نشأته

### ولادته وانتقاله إلى كنتاكي
وُلد روبرت جيمس هارلان في 12 ديسمبر 1816 على الأرجح في مقاطعة مكلنبورغ، فرجينيا. كان أبوه مالك عبيد وكان وأمه، ماري هارلان، من بين عبيد أبيه. كانت أمه من عرق مختلط أيضًا، ولم يكن من السهل التعرف على كون روبرت أسود. مبكرًا في حياته، ربما في الثامنة، أو في الثالثة، أُرسل روبرت وأمه إلى سينسيناتي. أُجريت الرحلة سيرًا على الأقدام، قبل ظهور توصيلات السكك الحديدية، وعندما بلغوا دانفيل، كنتاكي، تلقوا خبرًا مفاده أن أبا روبرت قد مات وأنهم قد حُجزوا باعتبارهم جزءًا من أملاكه كي يُباعوا. اشترى روبرتَ جيمس هارلان من دانفيل وبيعت أمه للجنوب. كان جيمس هارلان يعمل في السلع الجافة، وصار محاميًا وسياسيًا، يشغل منصبًا في مجلس نواب الولايات المتحدة عن كنتاكي من عام 1835 حتى 1839. عمل ابنه جون مارشال هارلان، المولود في عام 1833، قاضيًا في المحكمة العليا للولايات المتحدة منذ عام 1877 حتى 1911 وكان معروفًا باسم «الانفصالي العظيم» لدعمه للحقوق المدنية ضد محكمة الأغلبية التفريقية. نوقش دور روبرت هارلان في أفكار جون مارشال بالتفصيل في غوردون (2000). كان آنذاك أن اتخذ روبرت اسم هارلان.

### مسقط رأسه وأبوّته
اقتُرح أن أبا روبرت كان سيده في كنتاكي، جيمس هارلان، ما يعارض القصة القائلة بأن أباه قد مات أثناء رحلة روبرت وأمه إلى سينسيناتي. يتعقب غوردون (2000) هذه النظرية إلى سيرة قصيرة لروبرت في قاموس سِيَر الزنوج الأمريكيين بقلم بول ماكستولورث الذي نُشر في عام 1983، والتي تستند إلى سيرة لروبرت في اتحاد سينسيناتي في 13 ديسمبر 1934، بعد 37 سنة من وفاة روبرت وتُحدد مسقط رأسه في هارودسبورغ، كنتاكي، حيث كان موطن جيمس هارلان آنذاك. تصرح مقالات الصحف خلال حياة هارلان وبعد وفاته مباشرة بالإضافة إلى سير كُتبت عنه خلال حياته أن روبرت وُلد في فرجينيا وجيمس هارلان لم يصِر سيد روبرت حتى وقت لاحق. مع ذلك، تقترح لورين بيث في سيرة لجون مارشال هارلان أنه إذا ما كان روبرت قد وُلد في فرجينيا، فمن الممكن أن يكون جد جون مارشال هارلان، المسمى جيمس أيضًا، هو من تبنى روبرت.